# Daphnopsis perplexa
Daphnopsis perplexa är en tibastväxtart som beskrevs av Nevl.. Daphnopsis perplexa ingår i släktet Daphnopsis och familjen tibastväxter. Inga underarter finns listade i Catalogue of Life.